# Pithecops corvus
Pithecops corvus är en fjärilsart som beskrevs av Hans Fruhstorfer 1919. Pithecops corvus ingår i släktet Pithecops och familjen juvelvingar. Inga underarter finns listade i Catalogue of Life.

## Bildgalleri

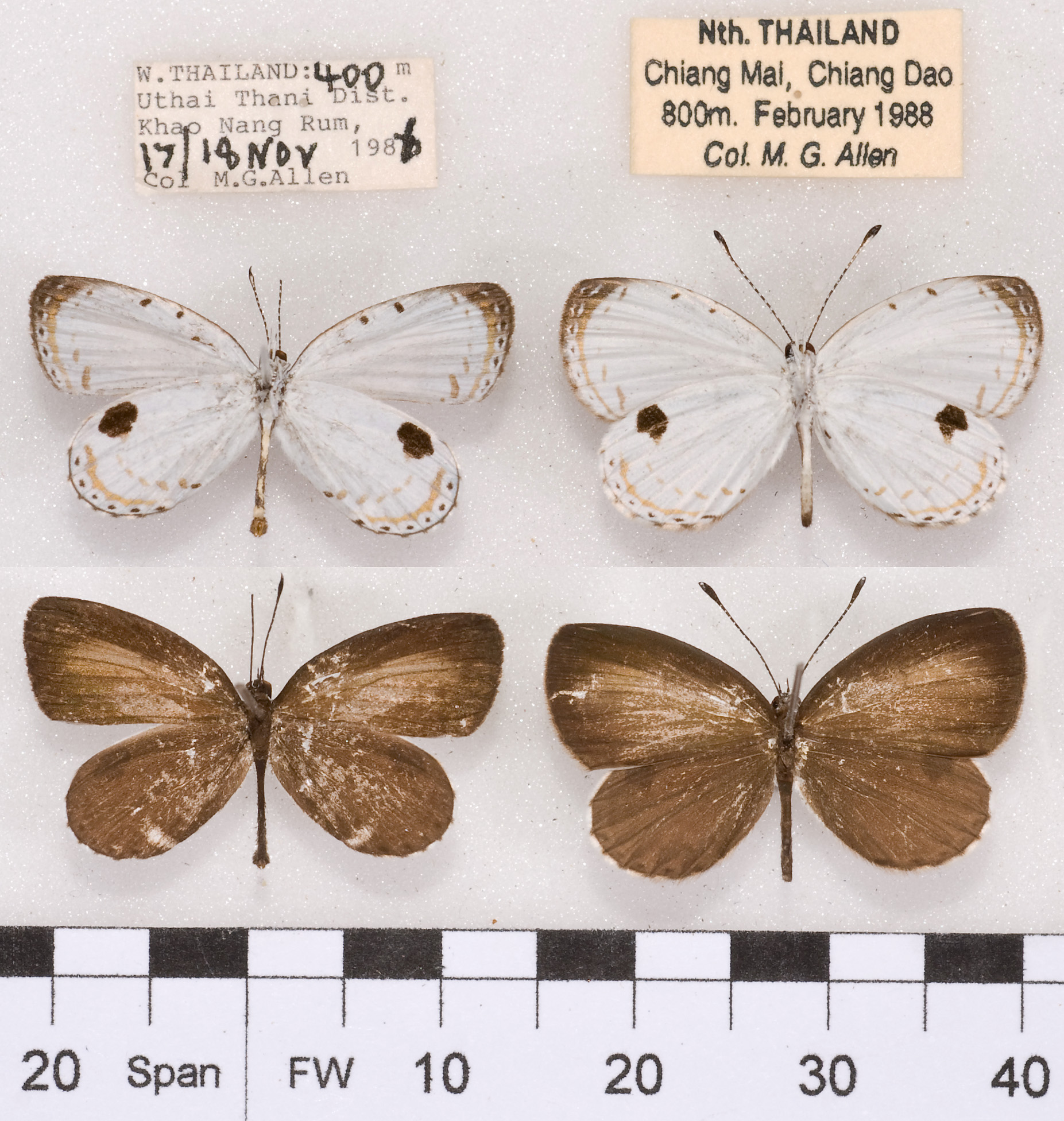